# Distrito escolar del área de West Chester

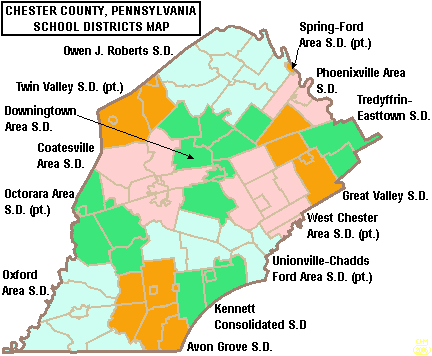
Mapa de los distritos escolares del Condado de Chester en Pensilvania

El Distrito Escolar del Área de West Chester (West Chester Area School District, WCASD) es un distrito escolar de Pensilvania. Tiene su sede en el Municipio de West Goshen, Pensilvania, cerca de West Chester. El distrito, con una superficie de 75 millas cuadradas, sirve localidades en el Condado de Chester, incluyendo West Chester y los municipios de West Goshen, East Bradford, East Goshen, Thornbury, West Whiteland, y Westtown. El distrito también sirve el Municipio de Delaware del Condado de Delaware. WCASD tiene más de 900 empleados profesionales.